# Al-Jahra SC
O Al-Jahra SC é um clube de futebol kuwaitiano com sede em Jahra. A equipe compete na Campeonato Kuwaitiano de Futebol.

## História
O clube foi fundado em 1972.

## Títulos
- VIVA Premier League: 1
  - 1990
- Tishreen Cup : 1
  - 2007
- Kuwaiti Division One: 2
  - 1987/88, 2002/03